# I Think We're Alone Now
I Think We're Alone Now è una canzone scritta da Ritchie Cordell e interpretata da Tommy James & the Shondells del 1967. 
Della canzone, che all'epoca della sua uscita ebbe grande successo, sono state eseguite, nel corso degli anni, numerose cover.

## Tracce

### Singolo
1. I Think We're Alone Now – 2:08
2. Mirage – 2:30

Durata totale: 4:38

### Extended play
1. I Think We're Alone Now – 2:08
2. Don't Let My Love Pass You By – 2:27
3. Gone, Gone, Gone – 2:13
4. Pick-Up – 1:58

Durata totale: 8:46

## Cover

### Altre cover
Una cover di I Think We're Alone Now è stata registrata da Lene Lovich per il suo disco d'esordio Stateless (1978).